# 天理大学ラグビー部
天理大学ラグビー部（てんりだいがくラグビーぶ、Tenri University Rugby Football Club）は、関西大学ラグビーリーグ戦のAリーグに所属する天理大学のラグビー部。

## 歴史
大正14年（1925年）、前身である天理外国語学校が開校した年の6月に創部。二代真柱中山正善は、創部間もなくオールブラックスのユニフォーム、パンツ、ストッキングを15組、シルコックのボール1ダースを寄贈するとともに、大阪高等学校の現役陣をコーチに招いた。揺籃期を経て、昭和4年～19年の台頭期に、日本ラグビーフットボール協会主催の全国高専ラグビー大会大阪奈良地区予選に8度優勝し、本大会に駒を進めている。  
戦後、ラグビー部が復活したのは昭和21年（1946年）であったが、昭和24年の学制改革による新制大学への移行がスムーズにいかず、苦難な時代を送る。昭和30年、大学に体育学部が設置され、優秀な人材が入部し、発展の原動力となった。昭和34年、37年には、全国大学ラグビー大会（現全国地区対抗大学ラグビーフットボール大会）の近畿地区代表となり、さらに38年には、前年に組織された関西大学ラグビーリーグのAリーグに参加することになった。昭和40年より全国大学ラグビー選手権大会が開催され、8校（現在は16校）によって覇権が争われた。部の目標は、関西Aリーグ優勝および全国制覇におかれた。昭和45年には、創部以来の念願であった常勝同志社大学を倒し、関西Aリーグにおいて全勝で初優勝。その後、昭和48年、49年と関西リーグ優勝を飾る。また49年、ニュージーランドのカンタベリー大学と国際親善試合を行い、14対38で敗れはしたが、大きな収穫があった。
昭和50年、全勝で関西Aリーグ3年連続4度目の優勝を果たしたが、全国大学選手権大会では1回戦で慶應義塾大学に惜敗、その後、昭和59年度には関西リーグ2位ながらフォワードとバックスのバランスが良く、大学選手権1回戦で専修大学と対戦、12対7の接戦で初戦突破、天理ラガーが初めて国立競技場の土を踏むこととなった。 しかし、昭和60年、関西Aリーグ3位を境に、チームは年毎に下降線を辿り、平成3年ついにBリーグへ、さらに翌4年にはCリーグへ転落した。
翌5年にはBリーグに復帰するも、長年Aリーグの壁に阻まれ続けていたが、ついに平成13年12月、関西大学リーグ入れ替え戦にてAリーグ7位の摂南大学を22対12で破り、念願であったAリーグ復帰が決定した。その後、平成17年には21年ぶりに大学選手権に出場、平成22年には念願であった関西Aリーグ制覇を35年ぶりに達成した。そして令和2年には大学選手権初優勝を果たした。

## 不祥事

### 大麻所持で部員逮捕
創部100周年の2025年6月11日、3年生の部員2人がラグビー部の寮で大麻を所持するなどしたとして麻薬取締法違反の疑いで逮捕された。
これを受け、開催中だった関西大学春季トーナメントについて、6月15日の関西学院大学戦、同21日の順位決定戦を棄権した。6月29日に開催の、関西ラグビーフットボール協会100周年記念「東西学生対抗戦」（花園ラグビー場）では、天理大学からの選手招集が見送られた。
天理大学はラグビー部員全員に聞き取りと尿検査など独自調査を実施。7月2日、ラグビー部部長の解任、監督の職務停止3か月 、7月末まで部の活動停止を発表し、「他の部員については今のところ法令違反が疑われる新たな情報は確認されていない」とした。秋のリーグ戦に向け、8月1日から活動再開。

## マスコットキャラクター
- ベア - 天理大学ラグビー部を含む天理ラグビークラブのキャラクター[8]。同大学ホッケー部のキャラクターでもある[9]。熊（テディベア）がモチーフ。1925年（大正14年）にラグビー部を創設させた二代真柱中山正善が「ベア（熊）」と呼ばれていたことにちなむ[9]。

## タイトル
- 関西大学ラグビーリーグ戦 : 12回[10]
1973、1974、1975、2010、2011、2012、2016、2017、2018、2019、2020、2024
- 全国大学ラグビーフットボール選手権大会:1回
2020

## 主な在籍選手
- 池田柾士（共同主将、HO / 石見智翠館高）
- 上ノ坊駿介（共同主将、SO・FB / 石見智翠館高）
- 岡﨑慶喜（FWリーダー、LO / 石見智翠館高）
- 中山敬太（BKリーダー、SO / 石見智翠館高）

## 在籍した選手
- 荒川博司（元・大阪工業大学高校ラグビー部監督）
- 川村幸治（元・布施工科高校ラグビー部監督、元・阪南高校校長）
- 大西健（京都産業大学ラグビー部監督 / 啓光学園高出身）
- 記虎敏和（元・啓光学園高等学校ラグビー部監督、元・龍谷大学ラグビー部監督 / 啓光学園高出身）
- 田中伸典（FB、元ラグビー日本代表、元・トヨタ自動車工業 / 天理高出身）
- 田中克己（天理高等学校ラグビー部監督 / 天理高出身）
- 竹田寛行（御所実業高校ラグビー部監督 / 脇町高出身）
- 武田三郎（PR、元サントリーサンゴリアスGM / 大工大高出身）
- 八ッ橋修身（FB、元・神戸製鋼ラグビー部、元・日本代表）
- 山本篤志（レフリー、報徳学園高校出身、ポジションはFL・SH・SO）
- 小野喜一（元トヨタ自動車ヴェルブリッツ、教校学園高校出身、ポジションはNo.8）
- 笠木陽介（元トヨタ自動車ヴェルブリッツ、天理高校出身・ポジションはSH）
- 伊藤有司（クボタラグビー部・ポジションはFB）
- 笠木大（元・NTTドコモレッドハリケーンズ、天理高校出身、ポジションはSH、7人制日本代表）
- 竹丸貴仁（ホンダヒート、上宮太子高校出身、ポジションはCTB）
- 立川直道（クボタスピアーズ、天理高校出身、ポジションはHO・FL、主将）
- 上田聖（キヤノンイーグルス、鶴来高校出身、ポジションはPR）
- 井上大介（クボタスピアーズ、天理高校出身、ポジションはSH）
- 立川理道（クボタスピアーズ、元・ブランビーズ、天理高校出身、ポジションはSO・CTB、主将、日本代表、第2回ラグビージュニア世界選手権日本代表）
- 田村玲一（クボタスピアーズ、天理高校出身、ポジションはFL）
- 塚本健太（サントリーサンゴリアス、天理高校出身、ポジションはFB）
- 藤原丈宏（リコーブラックラムズ、天理高校出身、ポジションはPR）
- 宮前勇規（NECグリーンロケッツ、名張西高校出身、ポジションはWTB）
- 芳野寛（リコーブラックラムズ、江の川高校出身、ポジションはHO）
- 山路和希（ヤマハ発動機ジュビロ、四日市農芸高校出身、ポジションはFL）
- 山本昌太（リコーブラックラムズ、大阪桐蔭高校出身、ポジションはSH）
- アイセア・マタアリ・ハベア（元・近鉄ライナーズ、日本航空第二高校出身、ポジションはCTB、第1・2回ラグビージュニア世界選手権日本代表）
- シアオシ・ナイ（日本航空石川監督、日本航空石川出身、ポジションはFW）
- トニシオ・バイフ（神戸製鋼コベルコスティーラーズ、日本航空石川出身、ポジションはCTB）
- 青野天悠（ヤマハ発動機ジュビロ、都島工業高校出身、ポジションはLO）
- 松本悠介（リコーブラックラムズ、天理高校出身、ポジションはWTB）
- 松井謙斗（豊田自動織機シャトルズ、常翔学園高校出身、ポジションはFB・WTB）
- 庄司壽之（日野自動車レッドドルフィンズ、天理高校第二部出身、ポジションはLO）
- 白井竜馬（クボタスピアーズ、日新高校出身、ポジションはSO・CTB・FB）
- 東口剛士（東芝ブレイブルーパス、大阪産大高校出身、ポジションはFB、主将）
- 高部大志（ヤマハ発動機ジュビロ、教校学園高校出身、ポジションはLO）
- トンガモセセ（日野レッドドルフィンズ、日本航空石川出身、ポジションはCTB）
- 森川稔之（宗像サニックスブルース、天理高校出身、ポジションはWTB）
- 李淳也（日野レッドドルフィンズ、常翔啓光学園高校出身、ポジションはFL）
- 山口知貴（豊田自動織機シャトルズ、天理高校出身、ポジションはPR、主将）
- 藤原恵太（東芝ブレイブルーパス東京、天理高校出身、ポジションはSH）
- ジョシュア・ケレビ（豊田自動織機シャトルズ、ポジションはFB）
- 金丸勇人（マツダスカイアクティブズ広島、天理高校第二部出身、ポジションはWTB・CTB）
- 谷口和洋（クボタスピアーズ、都島工業高校出身、ポジションはSH）
- 王子拓也（NTTドコモレッドハリケーンズ、天理高校出身、ポジションはSO、主将）
- 赤平勇人（ホンダヒート、青森北高校出身、ポジションはPR）
- 井関信介（神戸製鋼コベルコスティーラーズ、天理高校出身、ポジションはFB）
- 木津悠輔（トヨタ自動車ヴェルブリッツ、由布高校出身、ポジションはPR）
- 西川和眞（NTTドコモレッドハリケーンズ、天理高校出身、ポジションはPR）
- フィシプナ・トゥイアキ（セコムラガッツ、日本航空石川出身、ポジションはCTB）
- 藤浪輝人（ホンダヒート、伏見工業高校出身、ポジションはHO）
- 島根一磨（パナソニック ワイルドナイツ、天理高校出身、ポジションはHO、主将）
- 池永玄太郎（神戸製鋼コベルコスティーラーズ、上宮太子高校出身、ポジションはCTB）
- 由良祥一（豊田自動織機シャトルズ、大産大附属高校出身、ポジションはLO）
- 中野豪（マツダスカイアクティブズ広島、常翔啓光学園高校出身、ポジションはWTB）
- ファウルア・マキシ（クボタスピアーズ、日本代表、日本航空石川出身、ポジションはNo.8）
- 松山光秀（キヤノンイーグルス、大阪桐蔭高校出身、ポジションはSH）
- 岡山仙治（クボタスピアーズ、石見智翠館高校出身、ポジションはFL）
- 林田拓朗（栗田工業ウォーターガッシュ、天理高校出身、ポジションはSO）
- 山川力優（東芝ブレイブルーパス東京、天理高校出身、ポジションはPR）
- 小畑拓也（Honda HEAT、京都外大西高校出身、ポジションはSH）
- 立見聡明（豊田自動織機シャトルズ、明和県央高校出身、ポジションはFB）
- 松岡大和（豊田自動織機シャトルズ愛知、甲南高校出身、ポジションはNo.8、主将）
- 市川敬太（豊田自動織機シャトルズ愛知、日新高校出身、ポジションはCTB）
- シオサイア・フィフィタ（花園近鉄ライナーズ、日本航空石川出身、ポジションはCTB）
- 谷口祐一郎（リコーブラックラムズ、東海大仰星高校出身、ポジションはPR）
- 藤原忍（クボタスピアーズ、日本航空石川出身、ポジションはSH）
- 小鍜治悠太（東芝ブレイブルーパス東京、大産大附属高校出身、ポジションはPR）
- 松永拓朗（東芝ブレイブルーパス東京、大産大附属高校出身、ポジションはSO・FB）
- 臼井礼二郎（清水建設江東ブルーシャークス、天理高校出身、ポジションはSH）
- 佐藤康（リコーブラックラムズ東京、天理高校出身、ポジションはHO）
- アシペリ・モアラ（クボタスピアーズ船橋・東京ベイ、日本航空石川出身、ポジションはLO・No.8）
- 山本泰之（清水建設江東ブルーシャークス、石見智翠館高校出身、ポジションはHO）
- 高橋虎太郎（花園近鉄ライナーズ、報徳学園高校出身、ポジションはPR）
- 江本洸志（クリタウォーターガッシュ昭島、日本航空石川出身、ポジションはWTB）
- 服部航大（三菱重工相模原ダイナボアーズ、天理高校出身、ポジションはFL・No.8）
- 中鹿駿（日野レッドドルフィンズ、光泉高校出身、ポジションはLO）
- 山村勝悟（リコーブラックラムズ東京、天理高校出身、ポジションはNo.8）
- 谷口永遠（日野レッドドルフィンズ、関大北陽高校出身、ポジションはHO）
- ナイバルワガ・セタ（豊田自動織機シャトルズ愛知、秋田工業高校出身、ポジションはLO）
- 金山忠次（マツダスカイアクティブズ広島、天理高校出身、ポジションはPR）
- 北條拓郎（三重ホンダヒート、天理高校出身、ポジションはSH、主将）
- マナセ・ハビリ（三重ホンダヒート、高知中央高校出身、ポジションはCTB）
- 奈良真弥（清水建設江東ブルーシャークス、秋田工業高校出身、ポジションはPR）
- 鄭兆毅（豊田自動織機シャトルズ愛知、竹園高校出身、ポジションはFL）
- 宮田悠暉（中国電力レッドレグリオンズ、広島工業高校出身、ポジションはPR）
- 富田凌仁（マツダスカイアクティブズ広島、若狭東高校出身、ポジションはPR）
- 上ノ坊悠馬（クボタスピアーズ船橋・東京ベイ、市立尼崎高校出身、ポジションはFL）
- 筒口允之（静岡ブルーレヴズ、長崎南山高校出身、ポジションはSO）
- パトリック・ヴァカタ（東京サントリーサンゴリアス、日本航空高校石川出身、ポジションはNo.8）
- 寺西翔生（狭山セコムラガッツ、常翔学園高校出身、ポジションはHO）
- 藤原竜之丞（狭山セコムラガッツ、日本航空高校石川出身、ポジションはWTB）
- 渡邉完徒（マツダスカイアクティブズ広島、明和県央高校出身、ポジションはLO・FL）

## 創部以来の出来事
- 1925年（大正14年） 天理外国語学校開校の年に柔道とともに正式クラブとして認められる。
- 1926年（大正15年） 大阪外国語学校と初の対外試合。
- 1927年（昭和 2年） 西部日本ラグビー協会に正式加入、大阪ゾーンリーグ戦に初参加。
- 1929年（昭和 4年） 大阪ゾーン初優勝「大阪奈良」地区代表として初の全国大会（第5回全国高専大会）出場。
- 1931年（昭和 6年） 全国大会ベスト4進出。
- 1933年（昭和 8年） 全国大会ベスト4進出。
- 1935年（昭和10年） 全国大会ベスト4進出。
- 1951年（昭和26年） 全国大学ラグビー大会（現在の全国地区対抗大学選手権）始まる。
- 1955年（昭和30年） 天理大学に体育学部設置される。
- 1960年（昭和35年） 全国大会（第10回全国大学ラグビーフットボール大会）初出場。
- 1962年（昭和37年） 関西大学ラグビーリーグ発足、天理大学はBリーグ優勝を果たし来年度からAリーグ入り。
- 1963年（昭和38年） 全国大会出場。
- 1964年（昭和39年） 東京教育大学（現筑波大）との定期戦始まる（秩父宮）。
- 1965年（昭和40年） 全日本大学選手権始まる。
- 1966年（昭和41年） 全日本大学選手権初出場（第2回）。
- 1970年（昭和45年） 関西Aリーグ初優勝、初めて同志社大に勝利。
- 1973年（昭和48年） 2度目のリーグ優勝を果たす。
- 1974年（昭和49年） 2年連続3度目のリーグ優勝を果たす。
- 1975年（昭和50年） 3年連続4度目の優勝。天理ラグビー創立50周年記念式典挙行。カンタベリー大学と親善試合（花園）。
- 1984年（昭和59年） 大学選手権ベスト4進出。
- 1991年（平成 3年） Bリーグ降格。
- 1992年（平成 4年） Cリーグ降格。
- 1993年（平成 5年） Bリーグ昇格。
- 2001年（平成13年） Aリーグ昇格。
- 2003年（平成15年） ラグビー寮開設。
- 2005年（平成17年） 21年ぶり大学選手権出場。韓国キョンヒ大学を迎えて創部80周年記念国際親善試合挙行。
- 2008年（平成20年） 白川人工芝グランド完成。
- 2010年（平成22年） 35年ぶり関西Aリーグ制覇。白川人工芝グラウンドにナイター設置完了。
- 2011年（平成23年） 関西Aリーグ2連覇。関西勢として同志社大学以来、24年ぶりに大学選手権決勝進出を果たす。
- 2012年（平成24年） 関西Aリーグ3連覇。
- 2018年（平成30年） 大学選手権決勝進出。
- 2019年（令和元年） 大学選手権準決勝進出。
- 2020年（令和2年） 大学選手権初優勝。関西勢として同志社大学以来、36年ぶりに大学選手権優勝を果たす。
- 2025年（令和7年） 創部100周年。部員が麻薬取締法違反の疑いで逮捕され、部長を解任、約2か月の活動休止[1][2][3][4][5][6]。